# 雪露紫
雪露紫（英文：La Villosa）是瑞士的一個護膚品牌。
該品牌於2004年5月申請註冊，並於2006年進入中國。在進入中國后，最初也一直走高端路線，但其在2015年調整了營銷策略，開始進行全渠道營銷。

## 經營項目
其經營項目包括香波、洗面乳、浴液、化妝品、香料、香水、清潔製劑、口紅等。

## 推出產品
截至目前，雪露紫共推出了六個產品系列，包括亮肌系列、男士系列等。
這些產品在北京、深圳、西安等城市有銷售。同時，其還建立了電商銷售平臺。

## 相关事件
- 2016年5月7日，雪露紫召開了聽說平臺發佈會，其後還舉辦了主題為“Remay奇幻之旅——When I was a little girl”的酒會[8]。